# Parkstadion
Het Parkstadion was een multifunctioneel stadion in Gelsenkirchen, Duitsland. Het stadion werd gebouwd vanaf 29 augustus 1969 tot juli 1973, omdat de Glückauf-Kampfbahn te klein werd voor FC Schalke 04. Op 4 augustus 1973 werd het stadion geopend met een oefenwedstrijd tegen Feyenoord en een jaar later gebruikt voor vijf wedstrijden van het Wereldkampioenschap voetbal 1974. Het stadion had van 1973 tot 1998 een capaciteit van 70.600 en van 1998 tot 2001 62.004 plaatsen.
Het was de thuisbasis van de voetbalclub FC Schalke 04 tot en met mei 2001, waarna de club verhuisde naar de aangrenzende Veltins-Arena die werd geopend in juli van hetzelfde jaar.
Het stadion was ook gastheer voor twee EK-88 wedstrijden (Duitsland - Denemarken en  Ierland - Nederland), evenals de eerste wedstrijd van de UEFA Cup finale 1997 tussen FC Schalke 04 en Internazionale.
De laatste officiële voetbalwedstrijd die werd gespeeld in het stadion was een Bundesliga wedstrijd tussen FC Schalke 04 en SpVgg Unterhaching op 19 mei 2001. De wedstrijd werd bijgewoond door 62.000 toeschouwers en FC Schalke 04 werd de Duitse vice-kampioen op dat moment, achter FC Bayern München.
Het stadion is nu deels gesloopt en gedeeltelijk verwerkt in het Erzgebirgsstadion in Aue. Van 2015 tot 2020 werden de overblijfselen van het stadion omgebouwd tot een amateur stadion met een capaciteit van 2.999 plaatsen.

## WK interlands
| №  | Datum        | Wedstrijd                                   | Uitslag | Competitie                      | Toeschouwers |
| -- | ------------ | ------------------------------------------- | ------- | ------------------------------- | ------------ |
| 1. | 18 juni 1974 | Joegoslavië – Zaïre                         | 9 – 0   | WK 1974 Groepsfase 1e ronde (B) | 31.700       |
| 2. | 22 juni 1974 | Zaïre – Brazilië                            | 0 – 3   | WK 1974 Groepsfase 1e ronde (B) | 36.200       |
| 3. | 26 juni 1974 | Nederland – Argentinië                      | 4 – 0   | WK 1974 Groepsfase 2e ronde (A) | 56.548       |
| 4. | 30 juni 1974 | Duitse Democratische Republiek – Nederland  | 0 – 2   | WK 1974 Groepsfase 2e ronde (B) | 68.348       |
| 5. | 3 juli 1974  | Argentinië – Duitse Democratische Republiek | 1 – 1   | WK 1974 Groepsfase 2e ronde (B) | 54.254       |
| 6. | 14 juni 1988 | West-Duitsland – Denemarken                 | 2 – 0   | EK 1988 Groepsfase (A)          | 64.812       |
| 7. | 18 juni 1988 | Ierland – Nederland                         | 0 – 1   | EK 1988 Groepsfase (B)          | 60.800       |

Westfalenstadion (Dortmund) · Rheinstadion (Düsseldorf) · Waldstadion (Frankfurt am Main) · Parkstadion (Gelsenkirchen) · Volksparkstadion (Hamburg) · Niedersachsenstadion (Hannover) · Olympiastadion (München) · Neckarstadion (Stuttgart) · Olympiastadion (West-Berlijn)